# Бандович, Божидар
Божидар Бандович (серб. Божидар Бандовић; род. 30 августа 1969, Никшич) — югославский и черногорский футболист и футбольный тренер.

## Карьера игрока
Воспитанник клуба «Сутьеска». После попыток проявить себя в indoor-футболе в США Бандович вернулся на родину, где несколько лет провёл в «Црвене Звезде». Завершал свою карьеру защитник в Греции, где Бандович успел провести один сезон за «Олимпиакос».

## Карьера тренера
Тренировать специалист начал в Греции. Несколько лет он входил в тренерские штабы разных клубов, пока не попал в «Олимпиакос». В 2009 и в 2010 гг. он на некоторое время возглавлял команду после уходов с поста наставников грузина Темури Кецбая и бразильца Зико. В 2010 году он руководил «Олимпиакосом» в плей-офф Лиги чемпионов.
После ухода из стана «легенд» специалист возглавлял «Керкиру» и «Ларису», а также азербайджанский «Баку». В мае 2013 года из-за неудовлетворительных результатов руководство бакинцев отправило серба в отставку.
С 2014 года наставник успешно трудился в Таиланде. Дважды он приводил клуб «Бурирам Юнайтед» к победе в местном чемпионате.

## Достижения

### Игровые
- Чемпион Югославии (1): 1994/95
- Вице-чемпион Югославии (2): 1992/93, 1993/94
- Обладатель Кубок Югославии (2): 1992/93, 1994/95
- Чемпион Греции (1): 1997/98

### Тренерские
- Чемпион Таиланда (2): 2014, 2018
- Обладатель Кубка чемпионов Таиланда (1): 2019
- Финалист Кубка Таиланда (1): 2018
- Финалист Кубка чемпионов Таиланда (1): 2018